# ماريو البرتي (فنان قصص مصورة)
ماريو البرتي (بالإيطالية: Mario Alberti)‏ هو فنان قصص مصورة إيطالي، ولد في 7 مايو 1965 في ترييستي في إيطاليا.

## وصلات خارجية
- الموقع الرسمي